# Губинівська волость
Губінівська волость — адміністративно-територіальна одиниця Новомосковського повіту Катеринославської губернії.
Станом на 1886 рік складалася з 1 поселення, 1 сільської громади. Населення — 2734 особи (1319 осіб чоловічої статі та 1415 — жіночої), 943 дворових господарств.
|                     | Площа, десятин | У тому числі орної, десятин |
| ------------------- | -------------- | --------------------------- |
| Сільських громад    | 7083           | 4800                        |
| Приватної власності | —              | —                           |
| Іншої власності     | 121            | 120                         |
| Загалом             | 7204           | 4920                        |

Єдине поселення волості:
- Губиниха — село при річці Губиниха за 20 верст від повітового міста, 2734 особи, 472 двори, церква православна, школа, поштова станція, 3 лавки, 2 ярмарки на рік, базари по святах.